# 桃栗たき子
桃栗 たき子（ももくり たきこ、1968年 <昭和43年> 5月20日 - 2021年 <令和3年> 10月31日）は、日本のライター。東京都武蔵野市出生。岐阜県郡上郡出身。

## 略歴
1968年、東京都武蔵野市吉祥寺で出生。一人っ子。小学2年のときに吉祥寺から岐阜県郡上郡（現:郡上市）に移住し、高校まですごす。体育が得意だった他、中学2年の時集英社主催のミス・セブンティーンオーディションで、応募者53,877名の中から残った10名の一人として決戦大会まで勝ち進んだ（この年のグランプリは佐東由梨。10名の中には羽野晶紀もいた）。
1987年、岐阜県内の公立高校卒業後、専門学校に進学するために上京。
1988年10月頃、アスキー社の『ファミコン通信』編集部に入部。きっかけは当時バイトしてた本屋さんでたまたま『ファミコン通信』を立ち読みしていたところ、ライター募集があり気まぐれに応募したことであった。当時の面接官はのちに編集長となる浜村弘一（浜村通信）だった。
1989年、当時副編集長だった水野震治（水野店長）と結婚。
1992年、ハワイに渡米し、3年間過ごす。
1995年初めに帰国。帰国後まもなく先輩であったスタパ齋藤から指導を受け、『RPGツクール』の攻略本を皮切りにフリーライターとして仕事を再開。
1996年、スーパーファミコン『RPGツクール2』に収録されたサンプルのゲーム『だんきちのバクチン大作戦！』のシナリオ、キャラ設定、イベントを制作。なお、前作の『RPGツクール SUPER DANTE』で作った『うまたろうゲンナリン大冒険！』は、『ファミ通』の企画記事内のレビューで堀井雄二から満点を評価された。
1997年、離婚。同時期にアクセラの『週刊TV Gamer』で連載を書くことになったのをきっかけに『ファミ通』関連の仕事を減らす。
2001年、当時の『週刊TV Gamer』副編集長と再婚し、一男一女を設けた。その後はフリーライターのほかに、手もみ仕事のセラピストなども行っていた。
2021年10月、自宅で倒れ治療を受けていたが、同月31日午前8時7分、脳幹出血による心不全のため急逝。桃栗の子女によって明らかにされた。53歳没。

## 著書
- スタパ齋藤、桃栗たき子『RPGツクールsuper dante公式ガイドブック』 実践編、ファミコン通信編集部 責任編集、アスペクト、1995年7月。ISBN 4-89366-354-2。
- スタパ齋藤、桃栗たき子『RPGツクール2公式ガイドブック』 実践編、ファミコン通信編集部 責任編集、アスペクト、1996年3月。ISBN 4-89366-479-4。
- 桃栗たき子『ワイルドアームズ公式ガイドブック』ファミコン通信編集部 責任編集、アスペクト、1997年1月。ISBN 4-89366-638-X。